# 橡樹 (加利福尼亞州內華達縣)
橡樹（英語：The Oaks）是位於美國加利福尼亞州內華達縣的一個非建制地區。該地的面積和人口皆未知。

## 地理
橡樹的座標為39°13′10″N 121°04′52″W / 39.21944°N 121.08111°W，而該地的平均海拔高度為777米（即2549英尺）。